# San Martino dall’Argine

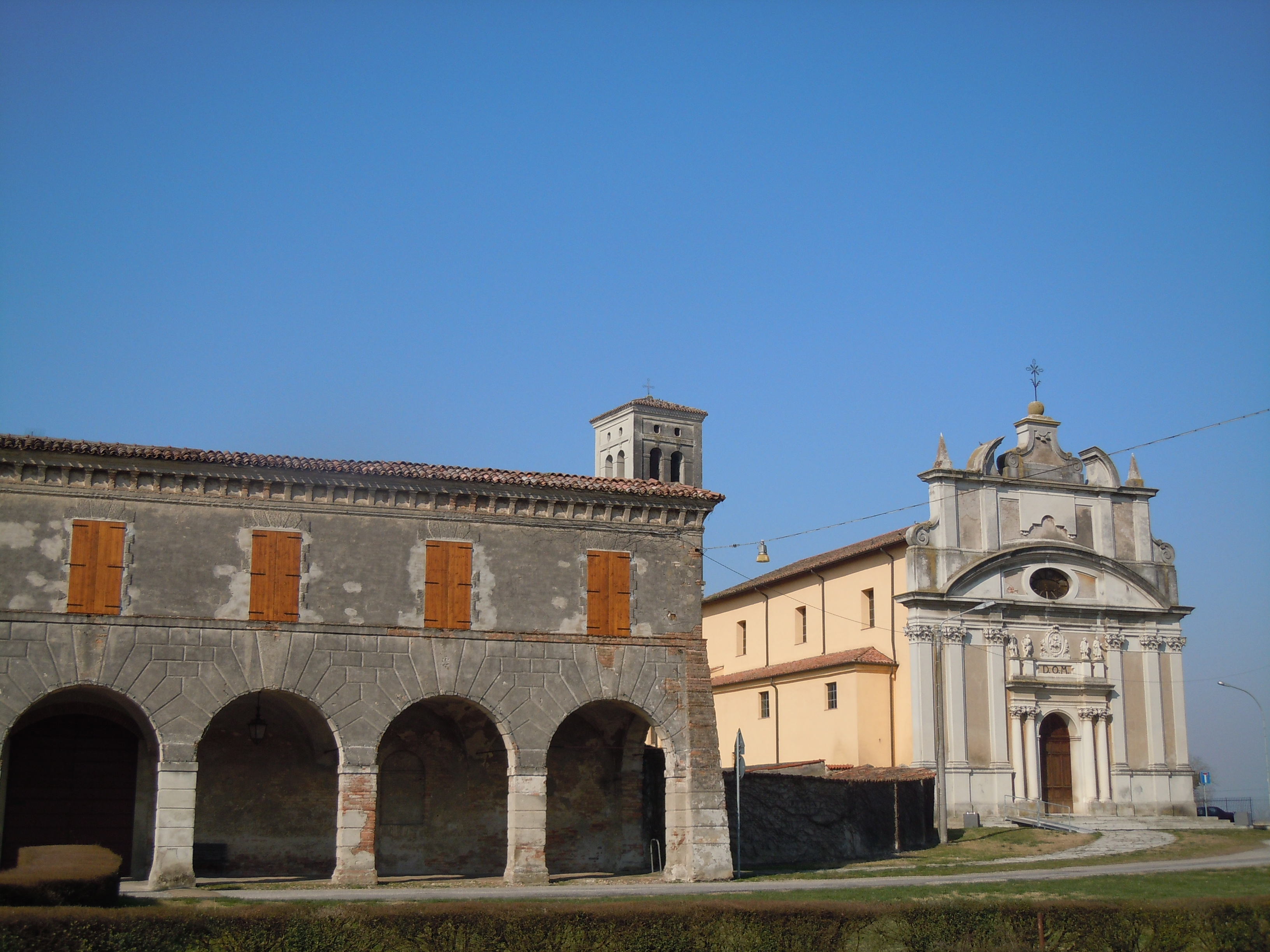
Burg und Kirche von San Martino dall’Argine

San Martino dall’Argine ist eine norditalienische Gemeinde (comune) mit 1583 Einwohnern (Stand 31. Dezember 2023) in der Provinz Mantua in der Lombardei.

## Geografie
Die Gemeinde liegt etwa 31 Kilometer westsüdwestlich von Mantua am Oglio und grenzt unmittelbar an die Provinz Cremona. Teile der Gemeinde liegen im Parco dell’Oglio Sud.
Die Nachbargemeinden sind Bozzolo, Gazzuolo, Marcaria, Rivarolo Mantovano und Spineda (CR).

## Persönlichkeiten
- Bonifatius von Canossa (985–1052), Fürst
- Scipione Gonzaga (1542–1593), Kardinal
- Camillo Gonzaga (1600–1658), Militär
- Ferrante Aporti (1791–1858), Politiker

## Verkehr
Durch die Gemeinde führt die frühere Strada Statale 10 Padana Inferiore (heute eine Provinzstraße) von Turin nach Monselice.